# Анжелюс
«Анжелюс» (фр. L’Angélus) — картина французского художника барбизонской школы Жана-Франсуа Милле, написанная в 1857—1859 гг.

## История
Эта работа была выполнена по заказу американского художника Томаса Эпплтона, который был очарован «Сборщицами колосьев» Милле.
Работа получила название по первым словам молитвы «Angelus Domini», что означает «Ангел Господень». Такая молитва читается католиками три раза в день. Эпплтон по неизвестным причинам не купил картину. Прошло два года, прежде чем Милле выставил картину на продажу. В конце 1860 года за «Анжелюс» заплатили всего тысячу франков. Милле написал крестьянина и его жену на закате. Они стоят со склоненными головами, слушая церковный колокол, призывающий к вечерней молитве. Простота и благочестие картины завораживали зрителей, и вскоре почти в каждом французском доме появилась репродукция этой картины. В 1889 году, когда картина вновь была выставлена на продажу, за неё боролись консорциум американских торговых агентов и Антуан Пруст, французский меценат, желающий обогатить этим полотном экспозицию Лувра. Американцы победили, отдав за полотно Милле рекордную по тем временам сумму (580 000 франков), и картину начали готовить к отправке за океан. Однако через несколько недель Альфреду Шошару, издателю журнала, посвященного истории Лувра, удалось откупить у американцев картину за 800 000 франков. Общественное мнение назвало этот поступок патриотическим жестом, достойным истинного гражданина. Согласно завещанию мецената, картина была передана в собственность французскому государству; в 1910 году картина официально была принята в постоянную коллекцию Лувра. Сегодня она находится в постоянной экспозиции парижского Музея Орсе.

## Особенности полотна
- фигура мужчины образует «колоннообразный» контур, отчетливо видно, насколько неуклюже поворачивает мужчина в своих, привыкших к грубой работе руках, снятую с головы шляпу.
- женщина изображена в профиль, который выделяется на фоне светлого закатного неба.
- на заднем плане над горизонтом отчетливо виден шпиль церкви, на полотне запечатлена церковь в Шалли (неподалёку от Барбизона).

## Исследования
Среди ярых поклонников «Анжелюса» Милле был испанский художник-сюрреалист Сальвадор Дали. В школе, где он учился, одну из стен украшала репродукция этой картины. Изображённые на ней фигуры вдохновили его на собственные копии и интерпретации образов полотна, в том числе и в духе сюрреализма. Заинтересовала Дали и чрезвычайная печаль пары во время молитвы. Он обратился к администрации Лувра с просьбой сделать и прислать ему рентгенограммы холста. Результаты показали, что первоначально сюжет был иным: не молитва, обусловленная стремлением собрать богатый урожай картофеля, а похороны младенца молодой пары. Отсюда и такая печаль в фигурах крестьян.

«Анжелюс» вызвал в воображении Дали целый сонм ассоциаций, аллюзий, толкований, всклолыхнул глубинные подсознательные мотивы, что воплотилось в целой серии навеянных этой картиной произведений, в которую входят «Архитектонический „Анжелюс“ Милле» (1933), «Гала и „Анжелюс“ Милле, возвещающий очень скорое появление загадочной картинки конической формы» (1933), «Археологический отголосок „Анжелюса“ Милле» (1935), «„Анжелюс“ в усадьбе Перпиньян» (1965). 
Кроме того, Дали написал эссе «Трагический миф „Анжелюса“ Милле» (1938), в котором также «выразил свою одержимость идиллической по содержанию картиной Милле». Так, на его страницах художник

«описывает, как женская фигура на этой картине связалась в его восприятии с сексуальной агрессивностью, а ее поза — с позой самки богомола, готовящейся пожрать самца после копуляции. Фантастические формы скал у мыса Креус, недалеко от дома Дали, способствовали трансформации пары с картины Милле в громадные подобия менгиров или статуй. Хотя мужская фигура крупнее, она обреченно ждет, когда ее шеи коснется длинное жало, вероятно, трансформированное из вил, имеющихся на оригинале Милле».